# Tobias Kaiser (Historiker)
Tobias Kaiser (* 31. August 1971 in Bad Berleburg) ist ein deutscher Historiker.

## Leben und Wirken
Kaiser studierte Geschichte, Mathematik und Erziehungswissenschaften an den Universitäten in Marburg und Jena. 1998 legte er das Erste Staatsexamen für das Lehramt an Gymnasien in Jena in den Fächern Geschichte und Mathematik ab. Von 1999 bis 2002 war er wissenschaftlicher Mitarbeiter am Lehrstuhl für Geschichte des 19. und 20. Jahrhunderts in Jena und von 2002 bis 2009 wissenschaftlicher Mitarbeiter im Projekt „Jenaer Universitätsgeschichte im 20. Jahrhundert“. 2004 wurde er bei Hans-Werner Hahn mit einer Studie über den Historiker Karl Griewank promoviert. Seit Mai 2009 ist er Mitarbeiter bei der Kommission für Geschichte des Parlamentarismus und der politischen Parteien in Berlin, wo er die Forschungsschwerpunkte „Parlamente und Parlamentarismus in Europa“ und „Parteien und Parteiensystem nach 1990“ leitet. 2018 erfolgte seine Habilitation an der Philosophischen Fakultät der Friedrich-Schiller-Universität Jena. Seitdem lehrt er dort als Privatdozent.
Kaisers Forschungsgebiete sind Universitäts- und Wissenschaftsgeschichte, Historiographiegeschichte, Geschlechtergeschichte, Kulturgeschichte des Parlamentarismus in Europa sowie Parlamente und Parteien nach 1990.

## Schriften
- Parlamentarische Polizeigewalt im europäischen Kontext. Eine politische Kulturgeschichte. Droste, Düsseldorf 2023, ISBN 978-3-7700- 5360-5.
- zusammen mit Andreas Schulz (Hrsg.): »Vorhang auf!« – Frauen in Parlament und Politik. Droste, Düsseldorf 2022, ISBN 978-3-7700-5356-8.
- Bewährungsprobe für den Parlamentarismus. Repräsentative Demokratie in der Pandemie, auf kas.de (Konrad-Adenauer-Stiftung), 1. Juni 2020, abgerufen am 26. Juli 2021.
- zusammen mit Stefan Gerber, Werner Greiling, Klaus Ries (Hrsg.): Zwischen Stadt, Staat und Nation – Bürgertum in Deutschland. Festschrift für Hans-Werner Hahn. 2 Bde. Vandenhoeck & Ruprecht, Göttingen 2014, ISBN 978-3-525-30169-2.
- zusammen mit Heinz Mestrup (Hrsg.): Politische Verfolgung an der Friedrich-Schiller-Universität Jena von 1945 bis 1989. Wissenschaftliche Studien und persönliche Reflexionen zur Vergangenheitsklärung. Metropol, Berlin 2012, ISBN 978-3-86331-047-9.
- zusammen mit Robert Gramsch (Hrsg.): Engagement und Ernüchterung. Jenaer Studenten 1988 bis 1995. Glaux, Jena 2009, ISBN 978-3-940265-22-7.
- Die konfliktreiche Transformation einer Traditionsuniversität. Die Friedrich-Schiller-Universität 1945–1968/69 auf dem Weg zu einer „sozialistischen Hochschule“. In: Traditionen – Brüche – Wandlungen. Die Universität Jena 1850–1995. Hrsg. von der Senatskommission zur Aufarbeitung der Jenaer Universitätsgeschichte im 20. Jahrhundert, Böhlau, Köln/Weimar/Wien 2009, ISBN 978-3-412-20248-4, S. 598–699.
- Karl Griewank (1900–1953) – ein deutscher Historiker im „Zeitalter der Extreme“ (= Pallas Athene. Bd. 23), Steiner, Stuttgart 2007 (zugleich: phil. Diss. Jena 2004), ISBN 978-3-515-08653-0.[2]
- zusammen mit Uwe Hoßfeld, Heinz Mestrup (Hrsg.): Hochschule im Sozialismus. Studien zur Geschichte der Friedrich-Schiller-Universität Jena (1945–1990), 2 Bde. Böhlau, Köln/Weimar/Wien 2007, ISBN 978-3-412-34505-1.
- zusammen mit Steffen Kaudelka, Matthias Steinbach (Hrsg.): Historisches Denken und gesellschaftlicher Wandel. Studien zur Geschichtswissenschaft zwischen Kaiserreich und deutscher Zweistaatlichkeit, Metropol, Berlin 2004, ISBN 3-936411-23-9.